# ناستيا تشيه
ناستيا تشيه (بالسلوفينية: Nastja Čeh)‏ (مواليد 26 يناير 1978) هو لاعب كرة قدم. يلعب مع منتخب سلوفينيا لكرة القدم. سبق له أن لعب في كأس العالم لكرة القدم مع منتخب بلاده.

## روابط خارجية
- ناستيا تشيه على موقع الاتحاد الدولي (مؤرشف)  (الإنجليزية)
- ناستيا تشيه على موقع الاتحاد الأوربي (الإنجليزية)
- ناستيا تشيه على موقع قاعدة بيانات كرة القدم.إي يو (الإنجليزية)
- ناستيا تشيه على موقع ناشيونال فوتبول تيمز (الإنجليزية)
- ناستيا تشيه على موقع Soccerway.com (الإنجليزية)
- ناستيا تشيه على موقع عالم كرة القدم.نت (الإنجليزية)